# Lindsay (cràter)

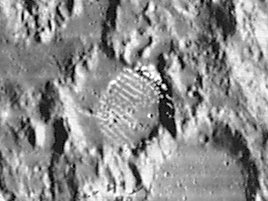
Fotografia de la missió Lunar Orbiter 4

Lindsay és un petit cràter d'impacte que s'hi troba a les terres altes del sector central de la Lluna, en el terreny irregular situat al nord-oest del lloc d'aterratge de la missió Apol·lo 16. Al sud es troba el cràter Anděl, i Taylor apareix a l'est-nord-est.
Ernst Öpik va afirmar que aquest cràter es va formar probablement per l'impacte d'un asteroide d'aproximadament 1,5 km de diàmetre. La vora exterior d'aquest cràter apareix desgastada i irregular, amb incisions en les parets interiors del nord i del sud. Presenta una esquerda en la vora sud-oriental que enllaça amb Dollond B, lleugerament més gran. El sòl interior és anivellat, sent travessat per una cadena de cràters i una esquerda prima en l'extrem oest.
Aquest cràter va ser designat Dollond C abans de rebre el seu nom actual per decisió de la UAI. El cràter principal Dollond s'hi troba al sud-sud-est, a l'est d'Anděl.

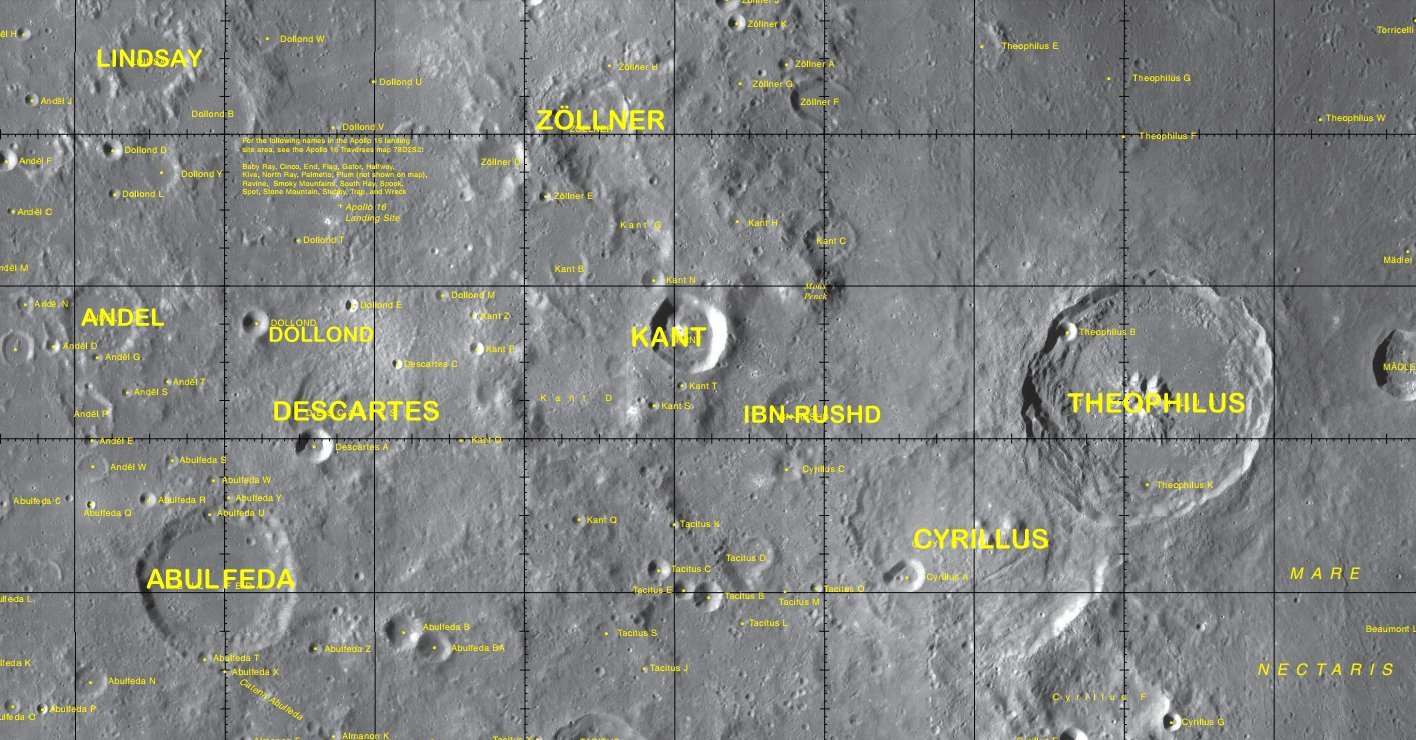
Localització de Lindsay (cantonada superior esquerra de la imatge)